# Autoexame de mama

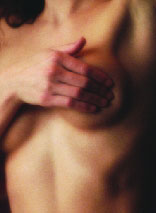
Mulher apalpando seu próprio seio: no autoexame de mama, a mulher apalpa seus seios em busca de anormalidades nessa região

O autoexame de mama (pré-AO 1990: auto-exame de mama) é uma técnica de prevenção usada na tentativa de identificar estágios iniciais do câncer de mamas. No entanto, as evidências científicas — como confirma o próprio Instituto Nacional do Câncer — sugerem que "o autoexame das mamas não é eficiente para o rastreamento e não contribui para a redução da mortalidade por câncer de mama. Além disso, o autoexame das mamas traz consigo consequências negativas, como aumento do número de biópsias de lesões benignas, falsa sensação de segurança nos exames falsamente negativos e impacto psicológico negativo nos exames falsamente positivos. Portanto, o exame das mamas realizado pela própria mulher não substitui o exame físico realizado por profissional de saúde (médico ou enfermeiro) qualificado  para essa atividade."

## Limitações
O autoexame de mama é baseado em uma teoria incorreta do desenvolvimento do câncer, que assume um crescimento linear do tumor. De acordo com a especialista em câncer de mama Susan Love, "Câncer de mama não funciona assim... é escorregadio. Você poderia se examinar todo dia e de repente encontrar uma noz."
De acordo com uma meta-análise da Cochrane Collaboration, dois grandes estudos na Rússia e em Shangai não encontraram nenhum benefício na checagem por autoexame "mas sugerem sim malefícios em termos de maior número de tumores benignos identificados e um maior número de biópsias feitas." Eles concluíram que "No presente, o autoexame ou exame físico não pode ser recomendado."
Embora o autoexame de mama aumente o número de biopsias executadas em mulheres, e portanto a receita para a indústria do câncer de mama, a mortalidade devida ao câncer de mama não se reduz. Em um largo estudo envolvendo mais de 260 mil trabalhadoras de fábricas chinesas, metade foram cuidadosamente ensinadas por enfermeiras em suas fábricas a fazer mensalmente autoexames de mama, e a outra metade (o grupo de controle) não foi instruído. As mulheres a quem se ensinou a técnica de autoexame detectaram mais doenças de mama benignas (nódulos normais e inofensivos), mas um igual número de mulheres morreram de câncer de mama em cada grupo.
Como há evidências de que o autoexame de mama não salva vidas, não é mais recomendado rotineiramente às autoridades de saúde para uso geral.  Algumas organizações de caridade, cujas doações dependem da promoção do medo do câncer de mama, ainda promovem esta técnica como uma abordagem abrangente de detecção, mesmo em mulheres de risco baixo onde há risco de serem prejudicadas por subsequentes procedimentos invasivos desnecessários.

## Técnica

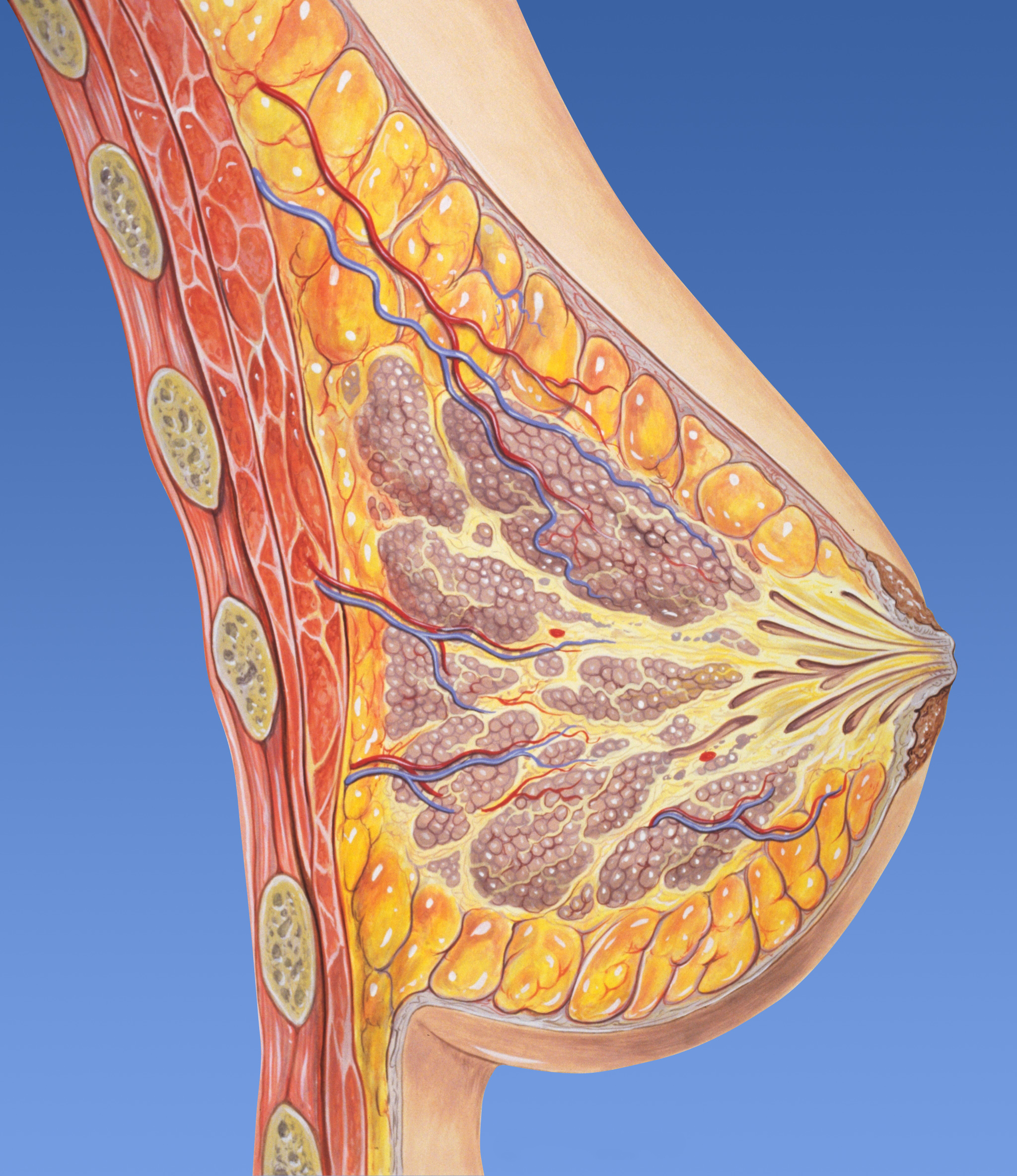
Figura esquemática do seio feminino

Entre as técnicas para o autoexame, uma das mais citadas é a que deve ser realizada em frente de um espelho. A mulher, antes do banho, posiciona-se em frente do objeto e observa seus dois seios, primeiramente com os braços ao longo do corpo e depois com suas mãos na cintura fazendo força nelas e, depois, com as mãos atrás da cabeça, observando tamanho, posição, forma da pele, aréola e mamilo, sendo que o controle precisa ser repetido com os braços levantados e mantidos por detrás da cabeça da mulher. Nessa percepção, a mulher deve notar qualquer alteração na superfície dos seios, como alguma depressão ou saliência ou rugosidade. Ainda no espelho, os autores aconselham que ela pressione suavemente o mamilo para verificar se dá saída de qualquer líquido. Deve notar se o mamilo estiver para dentro como acontece com o umbigo e se não era assim antes. A técnica também pode ser realizada em pé e deitada, onde a mulher apalpará a região de seus seios com movimentos circulares.

### Psicologiae auto estima

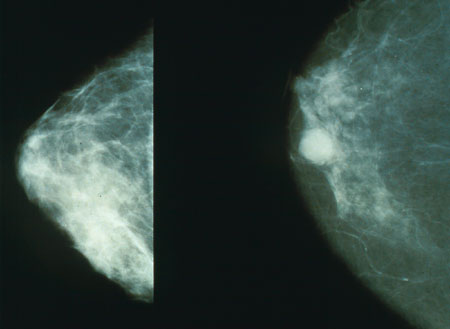
Seio normal (esquerda) e seio canceroso (direita), em imagem resultante de um exame mamográfico

Um dos objetivos do autoexame é causar na mulher um conhecimento mais detalhado e profundo do seu corpo, e isto, segundo alguns autores, facilita a percepção de quaisquer alterações, como saída de secreções pelos mamilos, mudança de cor da pele, retrações, etc.
Geralmente as mulheres morrem ao esconder o câncer de mama por medo ou vergonha. Em seus efeitos psicológicos, o câncer afeta a percepção da sexualidade e a imagem pessoal que a mulher tem de si. O Instituto Nacional do Câncer acredita que o autoexame realizado pelas mulheres na região mamária seja recomendado tão-somente como parte de uma educação que visa ao conhecimento do próprio corpo e de uma preocupação positiva com a saúde feminina.